# Praestigia uralensis
Praestigia uralensis là một loài nhện trong họ Linyphiidae.
Loài này thuộc chi Praestigia. Praestigia uralensis được Yuri M. Marusik, Gnelitsa & Koponen miêu tả năm 2008.